# Norbert Rouland
Pour les articles homonymes, voir Rouland.
Norbert Rouland, né le 24 janvier 1948 à Marseille, est un juriste, professeur d'anthropologie juridique et   auteur de romans historiques,  membre de l'Institut universitaire de France.

## Biographie
Né dans une famille de juristes, son père est avocat et sa mère commissaire-priseur,  Norbert Rouland, bien qu'attiré par les sciences, mathématiques, astronomie, entreprend des études de droit. Fortement marqué par la personnalité de deux de ses professeurs, Lionel Robert Ménager et Michel Henri Fabre il veut être professeur de droit. Il soutient deux thèses, l'une, en 1972,  de science politique,  relative au Conseil municipal marseillais et sa politique de la IIe à la IIIe République (1848-1875)  et l'autre, de droit romain, en 1976, Pouvoir politique et dépendance personnelle dans l'Antiquité romaine, genèse et rôle des rapports de clientèle. À 28 ans il est nommé maître de conférences en histoire du droit à l'université d'Aix-Marseille. Puis il est nommé professeur dans la même université. Il oriente ses travaux vers l'anthropologie juridique et publie le premier manuel, en France, consacré à cette discipline. Dans son livre Aux confins du droit Norbert Rouland voyage à la découverte du droit : comment est-il né, comment les différentes sociétés ont'elles répondu au besoin de régulation et de justice ; il se demande comment concilier l'exigence d'universalité et le respect des différences. Ultérieurement il oriente sa recherche vers l'histoire comparée de droit et des arts à travers l'évolution de la condition des femmes artistes.
Par ailleurs Norbert Rouland prend fréquemment part au débat public sur des questions juridiques tels que le mariage pour tous, les droits des minorités, l'immigration.
En 1999 Norbert Rouland est reçu membre de l'Institut universitaire de France où il a créé la chaire d'anthropologie juridique. 
Norbert Rouland est membre associé de l'Académie royale de Belgique. Il fait partie du groupe des experts du Groupe International de Travail pour les Peuples Autochtones (GITPA) .

## Publications
- Retour du Brésil. Impressions d’un juriste anthropologue français, coll. Portes Océanes, Paris, 2018, L'harmattan, 172 p.

- À la découverte des femmes artistes, une histoire de genre[9], préface, Anatoly Kovler,  Aix-en-Provence, 2016, Presses universitaires d'Aix-Marseille, 433 p[10].

- Pouvoir politique et dépendance personnelle dans l'Antiquité romaine, genèse et rôle des rapports de clientèle, Bruxelles, 1979, Latomus, 645 p.

- Voyages aux confins du droit, entretiens  Norbert Rouland et Jean Benoist, Aix-en-Provence, 2012,  Presses universitaires d'Aix-Marseille, 264 p.

- Du droit aux passions, Aix-Marseille, 2005, Presses universitaires d'Aix-Marseille, 252 p.

- Introduction historique au droit, Paris, 1998, Presses universitaires de France, 722 p. (traduit en russe)

- Droit des minorités et des peuples autochtones , Paris, 1996,  Presses universitaires de France, 581 p. (co-auteurs Stéphane Pierré-Caps, Jacques Poumarède)

- L'État français et le pluralisme. Histoire politique des institutions publiques de 476 à 1792, Paris, 1995, Odile Jacob, 376 pp.

- Aux confins du droit : anthropologie juridique de la modernité, Paris, 1991, O. Jacob, 318 p.

- Anthropologie juridique, Paris, 1988, Presses universitaires de France, 1988, 496 p. (traduit en russe)

- Anthropologie juridique, coll. « Que sais-je ? » (n° 2528), Paris, 1990, Presses universitaires de France 127 p.

### Romans historiques
- Soleils barbares, Arles, 1987 Actes Sud, 468 p.; Paris, 1989, J'ai lu (n°2580), 378 p[11].

- Les Lauriers de cendre, Le Paradou, 1984,  Actes Sud, 445 p;  J'ai lu, 1988, 439 p.